# Zufällig allmächtig
Zufällig allmächtig (Originaltitel Absolutely Anything) ist eine britische Filmkomödie des Monty-Python-Mitglieds Terry Jones aus dem Jahr 2015.

## Handlung
Eine Raumsonde wird von einem außerirdischen Raumschiff eingefangen. Nach den intergalaktischen Gesetzen soll die Erde zerstört werden, wenn ein zufällig ausgewählter Erdling nichts Gutes mit den „Kräften höherer Wesen“ anfangen kann. Der zufällig ausgewählte Neil erhält die höheren Kräfte durch einen Laserstrahl direkt in die Hand. Nach einigen Fehlversuchen kann er einigermaßen mit den neuen Kräften umgehen. Er versucht verzweifelt, seine Nachbarin Catherine für sich zu gewinnen, doch das stellt sich häufig als Misserfolg heraus, auch weil ihr militanter Ex-Freund Grant seine vormalige Freundin zurückerobern will. Durch einen Schlag von hinten kann Grant Neil und dessen Hund überrumpeln und gefangen nehmen, doch aus dieser Situation kann Neil sich befreien. Neil möchte die Allmacht nun sinnvoll einsetzen; so soll es keinen Hunger mehr geben und überall Traumhäuser stehen, was zu globalem Übergewicht und weitschweifiger Bebauung der Erde führt, auch kommt es zu einer Kältewelle, da die Klimaerwärmung gestoppt wurde. Neil ist am Ende seiner Geduld und vergibt die Kräfte an seinen Hund. Dieser kann in letzter Sekunde die Zerstörung der Erde verhindern, da er die Quelle der Unglück bringenden Kräfte zerstört.

## Besetzung und Synchronisation
| Figur                          | Darsteller          | Deutscher Sprecher   |
| ------------------------------ | ------------------- | -------------------- |
| Neil                           | Simon Pegg          | Jaron Löwenberg      |
| Catherine                      | Kate Beckinsale     | Marie Bierstedt      |
| Ray                            | Sanjeev Bhaskar     | Karlo Hackenberger   |
| Grant                          | Rob Riggle          | Peter Lontzek        |
| James Cleverill                | Robert Bathurst     | Helmut Gauß          |
| Schulleiter                    | Eddie Izzard        | Matthias Klages      |
| Fenella                        | Joanna Lumley       | Heike Schroetter     |
| Rosie                          | Marianne Oldham     | Mareile Moeller      |
| Fiona                          | Meera Syal          | Sabine Walkenbach    |
| Miss Pringle                   | Emma Pierson        | Patrizia Carlucci    |
| Mr. Eriksson                   | Edward Fisher       | Benjamin Kiesewetter |
| Nachrichtensprecher            | Gavin Scott         | Matthias Klages      |
| Sicherheitsmann                | Ronan Summers       | Armin Schlagwein     |
| Erzähler                       | Christopher Chesser | Matthias Klages      |
| Chef-Alien Sharon              | John Cleese         | Axel Lutter          |
| Dennis, der Hund               | Robin Williams      | Hanns Jörg Krumpholz |
| fieses Alien Doreen            | Terry Gilliam       | Michael Nowka        |
| freundliches Alien Miss Barker | Michael Palin       | Klaus-Peter Grap     |
| Salubrious Gat                 | Eric Idle           | Michael Pan          |
| Wissenschaftler-Alien Kylie    | Terry Jones         | Frank Muth           |
| Skelett                        |                     | Peter Flechtner      |

Die Stimmen der Außerirdischen wurden im Original von den Mitgliedern der Monty-Python-Gruppe gesprochen (John Cleese, Terry Gilliam, Eric Idle, Terry Jones und Michael Palin). Der Hund wurde von Robin Williams synchronisiert, es war die letzte Arbeit vor seinem Tod. Die deutsche Synchronisation entstand bei der Berliner Synchron unter der Dialogregie von Heike Schroetter. Schroetter synchronisierte zugleich Joanna Lumley und zeichnete auch für das Dialogbuch verantwortlich.

## Kritik
Zufällig allmächtig erhielt ein schlechtes Presseecho, was sich auch in den Auswertungen US-amerikanischer Aggregatoren widerspiegelt. So erfasst Rotten Tomatoes größtenteils kritische Besprechungen und ordnet den Film dementsprechend als „Gammelig“ ein. Laut Metacritic fallen die Bewertungen im Mittel „Grundsätzlich Ablehnend“ aus. Es folgen einige repräsentative Pressestimmen:

„So gibt es zwar ein paar Lacher, aber mehrheitlich bewegt sich Zufällig allmächtig schon eher auf einem Niveau, das abseits der Vorschule kaum noch zu begeistern weiß.“

„Skurrile Fantasy-Komödie des Ex-Monty-Python-Komikers Terry Jones, der für die Sprechrollen der Aliens seine alten Kollegen wieder versammelt. Dadurch und durch den ideal besetzten Hauptdarsteller ergibt sich ein gelungenes, wenn auch nicht sehr tiefschürfendes Vergnügen.“